# Châteauroux Métropole
Die Châteauroux Métropole ist ein französischer Gemeindeverband mit der Rechtsform einer Communauté d’agglomération im Département Indre in der Region Centre-Val de Loire. Sie wurde am 29. Dezember 1999 gegründet und umfasst 14 Gemeinden. Der Verwaltungssitz befindet sich in der Stadt Châteauroux.

## Historische Entwicklung
2015 wurde der Gemeindeverband von seinem bisherigen Namen Communauté d’agglomération Castelroussine auf die aktuelle Bezeichnung umbenannt. Mit Wirkung vom 1. Januar 2016 wurde die bisherige Gemeinde Villers-les-Ormes in die Gemeinde Saint-Maur integriert.

## Mitgliedsgemeinden
| Gemeinde                 | Einwohner 1. Januar 2022 | Fläche km² | Dichte Einw./km² | Code INSEE | Postleitzahl |
| ------------------------ | ------------------------ | ---------- | ---------------- | ---------- | ------------ |
| Ardentes                 | 3.747                    | 62,09      | 60               | 36005      | 36120        |
| Arthon                   | 1.216                    | 46,80      | 26               | 36009      | 36330        |
| Châteauroux              | 43.079                   | 25,54      | 1.687            | 36044      | 36000        |
| Coings                   | 903                      | 29,33      | 31               | 36057      | 36130        |
| Déols                    | 7.618                    | 31,74      | 240              | 36063      | 36130        |
| Diors                    | 755                      | 25,44      | 30               | 36064      | 36130        |
| Étrechet                 | 1.002                    | 17,89      | 56               | 36071      | 36120        |
| Jeu-les-Bois             | 405                      | 38,32      | 11               | 36089      | 36120        |
| Le Poinçonnet            | 5.848                    | 45,00      | 130              | 36159      | 36330        |
| Luant                    | 1.584                    | 31,06      | 51               | 36101      | 36350        |
| Mâron                    | 736                      | 27,84      | 26               | 36112      | 36120        |
| Montierchaume            | 1.637                    | 37,20      | 44               | 36128      | 36130        |
| Saint-Maur               | 3.589                    | 87,91      | 41               | 36202      | 36250        |
| Sassierges-Saint-Germain | 447                      | 31,72      | 14               | 36211      | 36120        |
| Châteauroux Métropole    | 72.566                   | 537,88     | 135              | –          | –            |

## Quelle
1. ↑  www.collectivites-locales.gouv.fr
2. ↑  Châteauroux Métropole (SIREN: 243 600 327) in der Base nationale sur l’intercommunalité (BANATIC) des französischen Innenministeriums (französisch)